# Liste der DSA-Romane
DSA-Romane (Das-Schwarze-Auge-Romane) oder Aventurien-Romane nennt man eine Fantasy-Buchreihe mit Geschichten und Erzählungen zu den Fantasiewelten des Pen-&-Paper-Rollenspiels Das Schwarze Auge (DSA). Der erste Roman stammt aus dem Jahr 1985 und wurde ein Jahr nach dem Erscheinen des Rollenspiels veröffentlicht.
Die Romane, welche die Spielwelten – hauptsächlich Aventurien, aber auch Myranor und Uthuria – plastisch beschreiben und ausgestalten, mit Charakteren und Bevölkerung füllen und außerdem Legenden aus weit zurückliegenden Zeiten beschreiben, sind in verschiedenen Verlagen erschienen. Die meisten Romane erheben keinen Anspruch auf strenge Übereinstimmung mit dem Regelwerk des Rollenspiels, die unterschiedlichen Autoren beachten jedoch meist die Charakteristika der Fantasy-Spielwelt.

## Erste Romane
Der an der Gründung des Rollenspiels DSA zusammen mit Schmidt Spiele beteiligte Verlag Droemer Knaur publizierte 1985 den ersten DSA-Roman. Es folgten mit einigen Jahren Abstand Bücher des DSA-Begründers Ulrich Kiesow und der auch jenseits der DSA-Romane namhaften Fantasy-Autoren Wolfgang Hohlbein und Bernhard Hennen.
- Andreas Brandhorst: Das eherne Schwert. Droemer-Knaur, 1985, ISBN 978-3-426-05826-8.
- Ulrich Kiesow: Die Gabe der Amazonen. Fantasy Productions, 1988.
- Ulrich Kiesow (Hrsg.): Mond über Phexcaer. Fantasy Productions, 1990, enthält die Erzählungen
  - Die Diebe von Rashdul von Christel Scheja,
  - Einen Drachen zu töten von Jörg Raddatz,
  - Der Mond über Phexcaer von Pamela Rumpel und
  - Der Göttergleiche von Ulrich Kiesow.
- Bernhard Hennen und Wolfgang Hohlbein: Das Jahr des Greifen. Bastei-Lübbe, 1993–1994, Trilogie aus den Bänden
  - Der Sturm. Bastei-Lübbe, 1993, ISBN 3-404-20222-8, Neuauflage 2007,
  - Die Entdeckung. Bastei-Lübbe, 1994, ISBN 3-404-20226-0, Neuauflage 2007,
  - Die Amazone. Bastei-Lübbe, 1994, ISBN 3-404-20231-7, Neuauflage 2007.[1]

## Reihe des Heyne Verlags
Die folgenden Romane erschienen in durchgehender Nummerierung bis Band Nr. 73 in den Jahren 1995 bis 2004 beim Wilhelm Heyne Verlag. Einige Bände wurden später von FanPro neu aufgelegt. In Klammern angegeben ist die Zugehörigkeit zu einer mehrbändigen Folge, die inhaltlich aneinander anschließt.
| 1. Ulrich Kiesow: Der Scharlatan 2. Uschi Zietsch: Tuan der Wanderer 3. Bjørn Jagnow: Die Zeit der Gräber 4. Ina Kramer: Die Löwin von Neetha (A 1/2) 5. Ina Kramer: Thalionmels Opfer (A 2/2) 6. Pamela Rumpel: Feuerodem 7. Christel Scheja: Katzenspuren 8. Uschi Zietsch: Der Drachenkönig 9. Ulrich Kiesow (Hrsg.): Der Göttergleiche 10. Jörg Raddatz: Die Legende von Assarbad 11. Karl-Heinz Witzko: Treibgut 12. Bernhard Hennen: Der Tanz der Rose (B 1/3) 13. Bernhard Hennen: Die Ränke des Raben (B 2/3) 14. Bernhard Hennen: Das Reich der Rache (B 3/3) 15. Hans Joachim Alpers: Hinter der eisernen Maske (C 1/3) 16. Ina Kramer: Im Farindelwald (D 1/2) 17. Ina Kramer: Die Suche (D 2/2) 18. Ulrich Kiesow: Die Gabe der Amazonen 19. Hans Joachim Alpers: Flucht aus Ghurenia (C 2/3) 20. Karl-Heinz Witzko: Spuren im Schnee 21. Lena Falkenhagen: Schlange und Schwert 22. Christian Jentzsch: Der Spieler 23. Hans Joachim Alpers: Das letzte Duell (C 3/3) 24. Bernhard Hennen: Das Gesicht am Fenster (DD 1/2) 25. Niels Gaul: Steppenwind 26. Hadmar von Wieser: Der Lichtvogel (E 1/2) 27. Lena Falkenhagen: Die Boroninsel (F 1/2) 28. Barbara Büchner: Aus dunkler Tiefe 29. Lena Falkenhagen: Kinder der Nacht (F 2/2) 30. Ina Kramer (Hrsg.): Von Menschen und Monstern 31. Johan Kerk: Heldenschwur 32. Gun-Britt Tödter: Das letzte Lied 33. Barbara Büchner: Das Galgenschloß 34. Karl-Heinz Witzko: Tod eines Königs (G 1/3) 35. Hadmar von Wieser: Der Schwertkönig (H 1/2) 36. Barbara Büchner: Schatten aus dem Abgrund 37. Barbara Büchner: Seelenwanderer | 38. Hadmar von Wieser: Der Dämonenmeister (H 2/2) 39. Christel Scheja: Das magische Erbe 40. Linda Budinger: Der Geisterwolf 41. Momo Evers: Und Altaia brannte 42. Barbara Büchner: Blutopfer 43. Lena Falkenhagen: Die Nebelgeister 44. Karl-Heinz Witzko: Die beiden Herrscher (G 2/3) 45. Bernhard Hennen: Die Nacht der Schlange (DD 2/2) 46. Barbara Büchner: Das Wirtshaus zum lachenden Henker 47. Karl-Heinz Witzko: Die Königslarve (G 3/3) 48. Tobias Frischhut: Geteiltes Herz 49. Hadmar von Wieser: Erde und Eis (E 2/2) 50. Britta Herz (Hrsg.): Gassengeschichten 51. Jörg Raddatz und Heike Kamaris: Sphärenschlüssel (I 1/2) 52. Alexander Huiskes: Hand der Finsternis 53. Martina Nöth: Zwergenmaske 54. Gun-Britt Tödter: Koboldgeschenk 55. Heike Kamaris und Jörg Raddatz: Blutrosen (I 2/2) 56. Ulrich Kiesow: Das zerbrochene Rad: Dämmerung (J 1/2) 57. Ulrich Kiesow: Das zerbrochene Rad: Nacht (J 2/2) 58. Jesco von Voss: Der Letzte wird Inquisitor 59. Olaf Flatergast: Druiden-Rache 60. Alexander Wichert und Christian Thon: Blakharons Fluch 61. Karl-Heinz Witzko: Westwärts, Geschuppte! 62. Thomas Finn: Das Greifenopfer 63. Alexander Lohmann: Die Mühle der Tränen 64. Sarah Nick (Hrsg.): Aufruhr in Aventurien 65. Thomas Baroli: Lichter Tag (K 1/2) 66. Thomas Baroli: Die Schwärze der Nacht (K 2/2) 67. Alexander Wichert: Sand und Blut 68. Alexander Huiskes: Der geheime Pfad 69. Markus Tillmanns: Das Daimonicon 70. Martina Nöth: Verborgene Mächte (L 1/2) 71. Martina Nöth: Die letzte Schlacht (L 2/2) 72. Thomas Plischke: Fuchsfährten 73. André Wiesler: König der Diebe |
| | |

### Sonderausgaben
Drei der aufeinander aufbauenden Romanfolgen wurden später als je einbändige Sonderausgaben wieder aufgelegt:
- Sonderausgabe des 15., 19. und 23. Romans in einem Band: Hans Joachim Alpers: Die Piraten des Südmeers. (06/9185)
- Sonderausgabe des 24. und 45. Romans in einem Band: Bernhard Hennen: Im Schatten des Raben. (06/9186)
- Sonderausgabe des 12., 13. und 14. Romans in einem Band: Bernhard Hennen: Drei Nächte in Fasar. (06/9197)
  - Neuauflage dieser Sonderausgabe bei Heyne: Bernhard Hennen: Rabensturm, 2007, ISBN 978-3-453-52317-3
- Sonderausgabe Jubiläumsband 20 Jahre DSA: Momo Evers (Hrsg.): Magische Zeiten. Fantasy Productions, 2005, ISBN 978-3-89064-516-2.
- Neuauflage des 24. Romans bei Heyne: Bernhard Hennen: Rabengott, 2009, ISBN 978-3-453-52549-8

## Fantasy Productions – Phoenix – Ulisses
Nach 73 Romanausgaben bei Heyne wollte die DSA-Redaktion ihren Einfluss auf die Inhalte und ihre Mitbestimmung bei der Auswahl der Autoren verstärken. Seitdem gibt sie die DSA-Romane unter fortgeführter Nummerierung im eigenen Verlag heraus; die Ausgaben 74 bis 81 erschienen im Phoenix-Verlag, einem Imprint der Fantasy Productions GmbH. Ab Ausgabe 82 erschienen die Romane direkt unter dem Namen FanPro. Seit Ausgabe 131 ist Ulisses Spiele der Herausgeber und vergab 2009 bzw. 2011 die Lizenz für die Myranor- bzw. Tharun-Romane an den Uhrwerk Verlag. Ausgabe 156 war die letzte, die nummeriert wurde. Bisher sind erschienen:
| 074. Harald Evers: Das Dämonenschiff (Armalion) 075. Manuel Krainer: Kompanie der Verdammten (Armalion) 076. Daniela Knor: Der Tag des Zorns (Armalion) 077. Andre Helfers: Der Schandfleck (Myranor) 078. Charlotte Engmann: Den Göttern versprochen (Myranor) 079. Patricia Renau: Unsterblicher Traum 080. Daniela Knor: Blaues Licht 081. Heike Wolf: Spielsteine der Götter 082. Heike Wolf, Anja Jäcke und Alex Wichert: Rabengeflüster 083. Alexander Lohmann: Thronräuber (Myranor) 084. Yvonne Gees: Todeswanderer 085. Daniela Knor: Roter Fluss 086. Markus Tillmanns: Todgeweiht 087. Daniela Knor: Dunkle Tiefen 088. Markus Tillmanns: Maraskengift 089. Momo Evers (Hrsg.): Unter Aves' Schwingen 090. Linda Budinger: Goldener Wolf 091. Matthias A. W. Ott: Sieben Winde 092. Andre Fomferek: Der Zugvogel 093. Daniela Knor: Glut – Hjaldinger Saga 1 (M 1/3) 094. Mark Wachholz, Kathrin Ludwig: Der Hofmagier (N 1/3) 095. Kathrin Ludwig, Mark Wachholz: Der Feuertänzer (N 2/3) 096. Dietmar Preuß: Hohenhag 097. Tobias Radloff: Satinavs Auge 098. Daniel Jödemann: In den Nebeln Havenas 099. Michelle Schwefel: Macht – Answin von Rabenmund Band 1 (O 1/2) 100. Stefan Schweikert: Über den Dächern Gareths 101. Jana M. Eilers: Gewittertage 102. Dietmar Preuß: Die rote Bache 103. Christian Kopp, Henning Mützlitz: Das Zepter des Horas 104. Marco Findeisen, Eevie Demirtel: Khunchomer Pfeffer: Schattenflüstern 105. Daniel Jödemann: Die letzte Kaiserin (P 1/2) 106. Bernard Craw: Todesstille 107. Jochen Hahn, Karsten Kaeb: Löwin und Mantikor 108. Christian Labesius: Toras von Havena 109. Daniela Knor: Sturm – Hjaldinger Saga 2 (M 2/3) 110. Daniel Jödemann: Der erste Kaiser (P 2/2) 111. Linda Budinger: Eiswolf 112. Michael Masberg: Der Kreis der Sechs (Drachenschatten 01) 113. Dietmar Preuß: Die Paktiererin 114. Bernard Craw: Im Schatten der Dornrose 115. Kathrin Ludwig, Mark Wachholz: Der Aschengeist (N 3/3) 116. Michelle Schwefel: Verrat – Answin von Rabenmund Band 2 (O 2/2) 117. Stefan Schweikert: Kamaluqs Schlund 118. Dorothea Bergermann: Nachtrichter 119. Bernard Craw: Isenborn I: Stein 120. Florian Don-Schauen: Das Ferdoker Pergament 121. Bernard Craw: Isenborn II: Erz 122. Bernard Craw: Isenborn III: Eisen 123. Bernard Craw: Isenborn IV: Stahl 124. Florian Don-Schauen: Tie'Shianna: Der Untergang der Hochelfen 125. Christian Lange: Caldaia | 126. Thomas Walach-Brinek: Der Schrecken von Arlingen 127. Gerrit Harm: Rabenkind 128. Alex Spohr: Der Pfad des Wolfes 129. Judith C. Vogt: Im Schatten der Esse 130. Mike Krzywik-Groß: Riva Mortis 131. Alexander Nofftz: Salsweiler 132. Dietmar Preuss: Der blinde Schrat 133. Stefan Schweikert: Mörderlied 134. Dorothea Bergermann: Tagrichter 135. Bernard Craw: Türme im Nebel 136. Eevie Demirtel & Marco Findeisen: Khunchomer Pfeffer: Tod auf dem Mhanadi 137. André Wiesler: Die Last der Türme 138. Judith C. Vogt: Herr der Legionen 139. Mike Krzywik-Groß: Angbar Mortis 140. Marco Findeisen: Das Spiel der Türme 141. André Wiesler: Die Rose der Unsterblichkeit: Schwarze Perle (1. Uthuria-Roman) 142. Judith C. Vogt: Herrin des Schwarms 143. Eevie Demirtel: Tanz der Türme 144. André Wiesler: Die Rose der Unsterblichkeit 2: Schwarze Segel 145. Dorothea Bergermann: Türme aus Kristall 146. André Wiesler: Die Rose der Unsterblichkeit 3: Schwarzes Land 147. Michael Masberg: Der Nabel der Welten (Drachenschatten 02) 148. Stefan Schweikert: Meister der Türme 149. Stefan Unterhuber: Aldarin 150. Judith C. Vogt: Im Feuer der Esse 151. Henning Mützlitz: Der Ring des Namenlosen 152. Christian Lange: Kors Kodex 153. Mike Krzywik-Groß: Tuzak Mortis 154. Dorothea Bergermann: Scharfrichter 155. Stefan Unterhuber: Lemiran 156. Sebastian Schwinn: Der Pfad des Phex 157. Carolina Möbis: Mehrer der Macht 158. Eevie Demirtel (Hrsg.): Sternenleere 159. Michael Masberg: Salon der Schatten 160. Judith Vogt: Brennen soll Bosparan 161. Heike Wolf: Rabenerbe 162. Heike Wolf: Rabenbund 163. Marie Mönkemeyer: Kurs Südmeer 164. Alex Spohr: Fesseln der Lust 165. Daniel Jödemann: Blutnacht (Das Blut der Castesier 1) 166. Daniel Jödemann: Schwarze Schwingen (Das Blut der Castesier 2) 167. Daniel Jödemann: Stadt der hundert Türme (Das Blut der Castesier 3) 168. Johannes Kaub (Hrsg.), Nikolai Hoch (Hrsg.): Kerkergeschichten 169. Daniel Jödemann: Dunkles Verlangen (Das Blut der Castesier 4) 170. Daniel Jödemann: Blutsbande (Das Blut der Castesier 5) 171. Daniel Jödemann: Reich der Toten (Das Blut der Castesier 6) |

### Der Kristall von Al’Zul
Die fünfteilige Reihe erschien ab September 2008. Jeder Band hat Novellenlänge (ca. 80 Seiten).
01. Anton Weste: Land ohne Gesetz – Der Kristall von Al’Zul 1 (Q 1/5)
02. Martina Nöth: Stadt der Geister – Der Kristall von Al’Zul 2 (Q 2/5)
03. Linda Budinger: Wald der Verlorenen – Der Kristall von Al’Zul 3 (Q 3/5)
04. Gernot Vallendar: Am Finsterquell – Der Kristall von Al’Zul 4 (Q 4/5)
05. Florian Don-Schauen: Aufs Schafott – Der Kristall von Al’Zul 5 (Q 5/5)

### Hundstage
Die fünfteilige Reihe erschien ab 2010. Jeder Band hat Novellenlänge (ca. 80 Seiten).
01. Carolina Möbis: Hundesöhne – Hundstage 1. März 2010 (R 1/5)
02. Henning Mützlitz: Hundswache – Hundstage 2. April 2010 (R 2/5)
03. Christian Humberg: Hundeleben – Hundstage 3. Mai 2010 (R 3/5)
04. Dorothea Bergermann: Hundeelend – Hundstage 4. Juni 2010 (R 4/5)
05. Carolina Möbis: Hundsfott – Hundstage 5. Juli 2010 (R 5/5)

## Rhiana die Amazone
Ab 2004 erschien mit Rhiana die Amazone eine neue Romanserie aus der aventurischen Spielwelt. Die Handlung liegt etwa 100 Jahre früher als die der meisten anderen DSA-Romane. Die ersten beiden Romane dieser Reihe wurden noch im Heyne Verlag veröffentlicht. Ab dem dritten Roman hat der Piper-Verlag die Serie übernommen. Die Serienredaktion lag bei Hans Joachim Alpers, nach dessen Tod im Februar 2011 blieb die Serie unvollendet.
Teile der Reihe:
1. Hans Joachim Alpers: Der Flammenbund
2. André Wiesler: Das Artefakt
3. Daniela Knor: Das Geheimnis des Königs
4. Hans Joachim Alpers: Verschwörung in Havena
5. Daniela Knor: Klingenschwestern
6. Hans Joachim Alpers: Gefangene der Zyklopeninseln
7. Hans Joachim Alpers: Kampf um Talania
8. Hans Joachim Alpers: Der Turm von Jubra (nicht erschienen)

## Myranor- und Tharun-Romane
2009 erwarb der Uhrwerk Verlag die Lizenz für die Spielwelt Myranor und 2011 auch für Tharun. Der erste Myranor-Kurzgeschichtenband erschien 2013:
- Oliver Graute, Tom Finn, Christoph Daether, Linda Budinger: Netz der Intrige: Die Gassen von Daranel. Hrsg.: Bernhard Hennen, Uhrwerk-Verlag, 2013, ISBN 978-3-942012-61-4.

## Die Phileasson-Saga
Seit 2016 erscheint mit Die Phileasson-Saga unter dem Heyne Verlag eine DSA-Romanserie. Die Romane werden von Bernhard Hennen und Robert Corvus geschrieben. 2018 gewann Die Phileasson-Saga den Deutschen Phantastik Preis als beste Serie.
In der Serie wird die Rivalität zwischen Asleif Phileasson und Beorn dem Blender beschrieben. Eine Wettfahrt soll entscheiden, wer von beiden der größere Kapitän ist und sich König der Meere nennen darf. In achtzig Wochen müssen die beiden Krieger den Kontinent Aventurien umrunden und sich dabei zwölf riskanten Abenteuern stellen.
Teile der Reihe:
1. Bernhard Hennen, Robert Corvus: Die Phileasson-Saga – Nordwärts. Heyne, 2016, ISBN 978-3-453-31751-2.
2. Bernhard Hennen, Robert Corvus: Die Phileasson-Saga – Himmelsturm. Heyne, 2016, ISBN 978-3-641-15735-7.
3. Bernhard Hennen, Robert Corvus: Die Phileasson-Saga – Die Wölfin. Heyne, 2016, ISBN 978-3-453-31753-6.
4. Bernhard Hennen, Robert Corvus: Die Phileasson-Saga – Silberflamme. Heyne, 2017, ISBN 978-3-453-31824-3.
5. Bernhard Hennen, Robert Corvus: Die Phileasson-Saga – Schlangengrab. Heyne, 2018, ISBN 978-3-453-31849-6.
6. Bernhard Hennen, Robert Corvus: Die Phileasson-Saga – Totenmeer. Heyne, 2016, ISBN 978-3-453-31850-2.
7. Bernhard Hennen, Robert Corvus: Die Phileasson-Saga – Rosentempel. Heyne, 2016, ISBN 978-3-453-31968-4.
8. Bernhard Hennen, Robert Corvus: Die Phileasson-Saga – Elfenkrieg. Heyne, 2016, ISBN 978-3-453-31986-8.
9. Bernhard Hennen, Robert Corvus: Die Phileasson-Saga – Echsengötter. Heyne, 2016, ISBN 978-3-453-31987-5.
10. Bernhard Hennen, Robert Corvus: Die Phileasson-Saga – Nebelinseln. Heyne, 2022, ISBN 978-3-453-32084-0.
11. Bernhard Hennen, Robert Corvus: Die Phileasson-Saga – Elfenkönig. Heyne, 2022, ISBN 978-3-453-53496-4.
12. Bernhard Hennen, Robert Corvus: Die Phileasson-Saga – König der Meere, Heyne, 2023, ISBN 978-3-453-53497-1.

## Rocket Books / Fanpro
Unter der Federführung von DSA-Miterfinder Werner Fuchs erscheinen DSA-Romane bei Rocket Books und Fanpro.
- Konrad Gladius: Da'Jin'Zat – Die Kampfkunst der Achtsamkeit. Rocket Books - Fanpro, 2018, ISBN 978-3-946502-56-2.
- Katja Angenent: Die Elfe vom Veitner Moor. Rocket Books - Fanpro, 2020, ISBN 978-3-946502-59-3.
- Dominik Schmeller: Der Erbe von Tannfels. Rocket Books - Fanpro, 2020, ISBN 978-3-946502-62-3.
- Ina Kramer: Greetja. Rocket Books - Fanpro, 2020, ISBN 978-3-946502-63-0.
- Ina Kramer: Das Chimären-Komplott. Rocket Books - Fanpro, 2021, ISBN 978-3-946502-64-7.
- Markus Pavlovic: Hexenrad. Rocket Books - Fanpro, 2022, ISBN 978-3-946502-66-1.
- Ina Kramer: Offene Rechnungen. Rocket Books - Fanpro, 2023, ISBN 978-3-946502-67-8.
- Markus Pavlović: Hexenzunder. Rocket Books - Fanpro, 2024, ISBN 978-3-946502-68-5.